# Borówka (starostwo Rymszany)
Borówka (lit. Barauka) – wieś na Litwie, w okręgu uciańskim, w rejonie ignalińskim, w starostwie Rymszany.

## Historia
W czasach zaborów w granicach Imperium Rosyjskiego.
W dwudziestoleciu międzywojennym zaścianek leżał w Polsce, w województwie nowogródzkim (od 1926 w województwie wileńskim), w powiecie brasławskim, w gminie Widze.
Według Powszechnego Spisu Ludności z 1921 roku zamieszkiwało tu 10 osób, wszystkie były wyznania rzymskokatolickiego i zadeklarowały polską przynależność narodową. Były tu 3 budynki mieszkalne. W 1931 rozróżniono dwa zaścianki. W Borówce I w 6 domach zamieszkiwały 33 osoby, a Borówka II liczyła 6 domów z 61 mieszkańcami.
Miejscowość należała do parafii rzymskokatolickiej w Widzach. Podlegała pod Sąd Grodzki w m. Opsa i Okręgowy w Wilnie; właściwy urząd pocztowy mieścił się w m. Widzach.